# István Kozma (calciatore)
István Kozma (Pásztó, 3 dicembre 1964) è un ex calciatore ungherese, di ruolo centrocampista.

## Carriera

### Club
Durante la sua carriera ha giocato in Ungheria, Francia, Scozia, Inghilterra e Cipro, vincendo sei titoli nazionali. Dopo esser cresciuto nell'Újpest, si trasferisce prima in Francia (dove non gioca) poi nel Regno Unito nel 1989: tre stagioni in SPL, poi la chiamata dei Reds alla guida di Graeme Souness che paga il suo cartellino £ 300.000. Dopo 6 incontri di campionato Kozma fa ritorno in patria, dove si rilancia: passa all'APOEL (Cipro) e vince tre titoli prima di far ritorno a Budapest, ancora una volta tra le file dell'Újpest, dove vince il suo primo campionato ungherese. Dopo un paio di esperienze tra la prima e la seconda divisione ungherese, termina la carriera nell'Újpest nel 2001. Vanta 428 incontri e 42 gol in tutti i campionati.
Nel 2007 il Times stila la classifica dei 50 peggiori calciatori che abbiano mai giocato in Premier League, piazzandolo in quarta posizione a causa delle sue mediocri prestazioni ai tempi del Liverpool.

### Nazionale
Esordisce il 9 settembre 1986 contro la Norvegia (0-0). Esce una prima volta dal giro della Nazionale, venendo convocato per la sua seconda partita nel 1988, anno durante il quale riesce a ritagliarsi un posto da titolare nel centrocampo ungherese. È costantemente convocato fino al 1991, poi non è più chiamato in Nazionale per tre anni. Torna a giocare per l'Ungheria nel 1994, e scende in campo cinque volte da capitano, indossando per la prima volta la fascia il 29 marzo 1995 contro la Svizzera (2-2).

## Palmarès

### Club

#### Competizioni nazionali
- Coppa d'Ungheria: 1

Újpest: 1986-1987
- Coppa d'Inghilterra: 1

Liverpool: 1991-1992
- Campionato cipriota: 1

APOEL: 1995-1996
- Coppa di Cipro: 2

APOEL: 1995-1996, 1996-1997
- Campionato ungherese: 1

Újpest: 1997-1998